# Анна Альчук
Анна Олександрівна Альчук (справжнє ім'я Анна Олександрівна Михальчук, 28 травня 1955, с. Бошнякове, Вуглегірський район, Сахалінська область, Російська РФСР — 21 березня 2008, Берлін, Німеччина) — російська поетеса, художниця та фотографиня.

## Біографія
З 1973 по 1978 рік вчилася в МГУ. З 1987 по 1988 рік видавала самвидавські журнали «Парадигма» (спільно з Глібом цвіли) і «МДП». В кінці 1980-х долучилася до групи московських художників і поетів — концептуалістів та брала участь в їх перших виставках. Пізніше виступала з музично-поетичними уявленнями, наприклад, з культовим джазовим музикантом Сергієм Лєтовим та ансамблем «Три О». Була учасницею та організаторкою багатьох виставок, музично-поетичних перформансів, поетичних фестивалів як в Росії, так і за кордоном. У 1994 організувала власний «поетичний ансамбль», в уявленнях якого поєднувалися елементи музики та поезії. Вважається визнаною майстринею візуальної поезії і перформансу. Була кураторкою сайту «Жінки і новаторство в Росії».
Альчук була членкинею Спілки літераторів Росії, російського ПЕН-клубу, Міжнародної академії заумі (2002). Вірші та візуальні тексти Анни Альчук публікувалися в журналах «Черновик», «Новое литературное обозрение». Її статті та есе про візуальну поезію та про сучасне образотворче мистецтво публікувалися в провідних журналах Росії, в тому числі в журналі «Иностранная литература». Вона була редакторкою-укладачкою збірки статей «Жінка і візуальні знаки» (2000). Її тексти перекладено багатьма мовами. Виставки її художніх робіт були організовані як в Росії, так і у Великій Британії, Німеччині, Угорщині та Швеції.
Анна Альчук була однією з обвинувачених в процесі над організаторами виставки «Обережно, релігія!» В музеї Сахарова (січень 2003), визнаної судом такою, що ображає почуття віруючих. Процес над організаторами виставки тривав близько двох років. Директор Музею і громадського центру імені Сахарова Юрій Самодуров і співробітниця центру Людмила Василовська були визнані Таганським судом Москви винними в розпалюванні національної та релігійної ворожнечі (ст. 282 КК РФ); з кожного з них було стягнуто штраф у розмірі ста неоподатковуваних мінімумів доходів громадян. Обвинувачена за тіює ж статтею Анна Альчук була виправдана. У тому ж році Альчук та її чоловік вирішили емігрувати до Німеччини через негативний тиск з боку російських ЗМІ.
З листопада 2007 року жила в Берліні разом з чоловіком, філософом Михайлом Рикліном. 21 березня 2008 року Анна Альчук, вийшовши на прогулянку, зникла. 10 квітня 2008 року її тіло було виявлено в річці Шпрее. Її чоловік впевнений, що його дружина скоїла суїцид через втрату батьківщини та постійних обвинувачень з боку російських ЗМІ.

## Твори

### Збірки поезій
- Дванадцять ритмічних пауз. — М .: Видавництво Е. Пахомовой, 1994.
- Рух. — М .: Еслан, 1999.
- Не БУ (Вірші 2000—2004). — М .: Бібліотека журналу «Футурум АРТ», 2005.
- Збори віршів. — М .: Новое литературное обозрение, 2011 року.

### Есе
- Жінка і візуальні знаки. Вибрані есе. — М .: 2000.

### Збірники
- Великий Генріх. Сапгир і про Сапгіра, 2003